# Heteborn
Heteborn is een plaats en voormalige gemeente in de Duitse deelstaat Saksen-Anhalt, en maakt deel uit van de Landkreis Harz.
Heteborn telt 383 inwoners.